# Osa Johnson

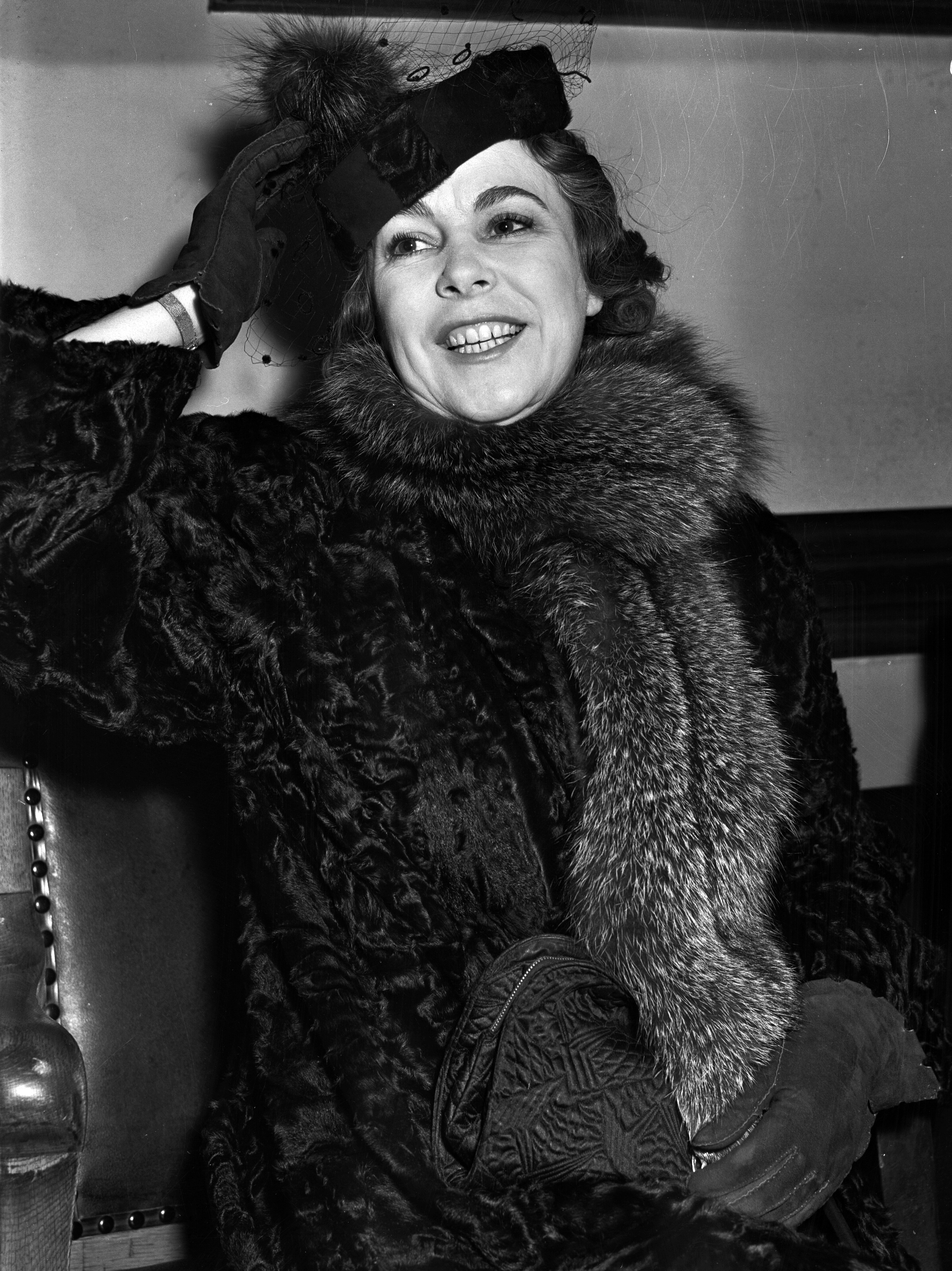
Osa Johnson (1938)

Osa Johnson (* 14. Mai 1894 in Chanute, Kansas; † 7. Januar 1953 in New York; geborene Osa Leighty) war eine amerikanische Abenteurerin und Dokumentarfilmerin.

## Leben
Osa Helen Leighty war die Tochter von Sherman Leighty und Ruby Isabelle Holman. Am 15. Mai 1910 heiratete sie Martin Johnson (* 9. Oktober 1884, † 13. Januar 1937), einen Fotografen, der Safaris dokumentierte.
Anfangs war sie zwar nicht von seiner Arbeit angetan, ließ sich aber recht bald von Johnson für die Reisen begeistern. Als seine Partnerin übernahm sie die Planung und Koordination der Safaris und kümmerte sich um die Versorgung der Crew. Sobald ein Camp aufgeschlagen wurde, legte sie ein Gemüsebeet an und jagte. Außerdem stand sie bei den Dreharbeiten immer mit einem Gewehr am Rande, um die Filmcrew vor Angriffen wilder Tiere zu schützen.

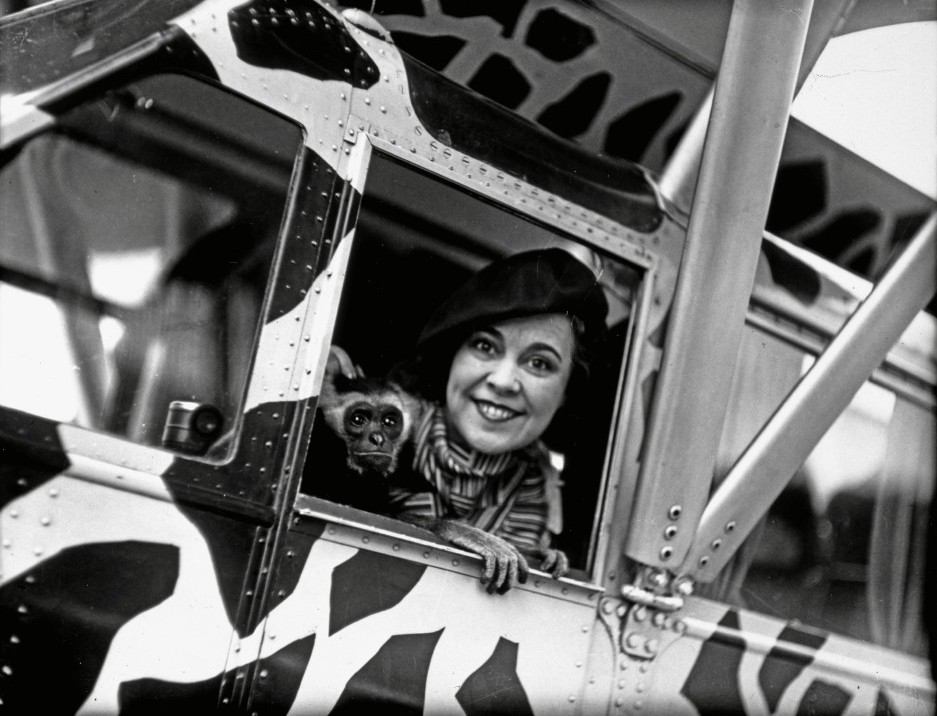
Osa in ihrer Sikorsky S-39 Spirit of Africa

Im Jahr 1932 absolvierte sie eine Pilotenausbildung und übernahm die Transportdienste für Crew und Gepäck. Am 12. Januar 1937 flog sie zusammen mit ihrem Mann in einem Verkehrsflugzeug auf dem Western-Air-Express-Flug 7 von Salt Lake City nach Los Angeles. Die Maschine zerschellte nahe der kalifornischen Ortschaft Newhall, die heute zur Stadt Santa Clarita gehört, an einem Berg. Martin Johnson erlag seinen Verletzungen.
Am 7. Januar 1953 starb Osa Johnson an einem Herzinfarkt.
1961 wurde in ihrer Heimatstadt das Martin und Osa Safari Museum gegründet, um die beiden zu ehren und an ihre Abenteuer zu erinnern.

## Safaris
Das Ehepaar verließ San Francisco für ihren ersten Südseetrip am 5. Juni 1917. Am 8. April 1919 begaben sie sich auf ihre zweite gemeinsame Reise, die sie zum Südpazifik führte.
Im September 1921 reisten Osa, Martin und sein Vater nach Mombasa für die erste Afrikasafari. Am 26. Januar 1924 reisten Martin und Osa nach Kenia für ihre zweite Safari. Diese wurde unter dem Titel „Four Years in Paradise“ bekannt. Am 14. Dezember 1927 segelten Osa und Martin zu ihrer dritten Safari nach Afrika. Im November 1929 reisten sie zu ihrer vierten Afrikasafari. Daraus resultierte der Film Congorilla. Das Besondere an diesem Film war, dass er mit Originalton aus Afrika unterlegt war.
Im Jahr 1933 brachen sie zu ihrer fünften und letzten Safari nach Afrika auf.
Am 12. August 1935 reisten sie nach Borneo. Dies war zugleich auch die letzte gemeinsame Reise des Ehepaars.

## Leistungen
Sie erforschte gemeinsam mit ihrem Mann Ostafrika, Zentralafrika, die südpazifischen Inseln, Kenia, Kongo und den britischen Norden von Borneo. Bis zu diesem Zeitpunkt waren diese Gebiete weitgehend unerforscht und es war nur wenig bis gar nichts über die Kultur, die Menschen und die dortige Tierwelt bekannt. Durch die Arbeit der Johnsons wurde all dies den anderen Menschen in ihren Filmen, Fotos, Büchern und Artikeln näher gebracht.

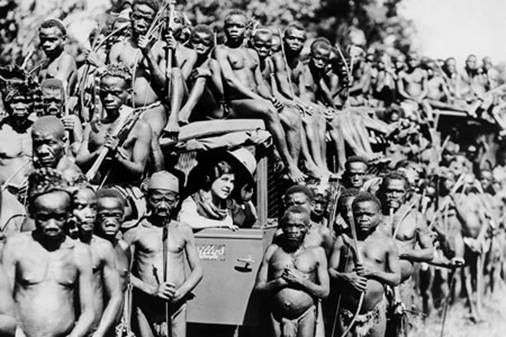
Osa auf einer ihrer Safaris 1930

Zudem haben sie für die heutigen Filmemacher und Forscher eine unschätzbare Sammlung an ethnologischem und zoologischem Material geschaffen. Ihre Filme und Fotos zeigen die Natur so, wie sie schon länger nicht mehr ist, und zeigen, wie die einheimischen Stämme früher lebten. Außerdem waren sie und ihr Mann die ersten, die mit dem Flugzeug den Kilimanjaro und den Mount Kenya in Afrika überflogen und dabei Luftaufnahmen machten. Ebenso sind durch das Ehepaar die ersten Bilder von Borneo aus der Luftperspektive entstanden.
Später hat Osa Johnson detailgetreue Kinderspielzeuge in Form von Tieren für die National Wildlife Federation entworfen.

## Bücher
- Jungle Babies. The Knickerbocker Press, New York 1930.
- Jungle Pets. The Knickerbocker Press, New York 1932.
- Osa Johnson’s Jungle Friends. J.B. Lippincott Company, Philadelphia 1939.
- Auf Entdeckungsfahrt mit Osa Johnson. F. A. Brockhaus, Leipzig 1939 (im Englischen als Adventures with Camera, Gun & Aircraft bekannt).
- I Married Adventure. The Lives and Adventures of Martin and Osa Johnson. J.B. Lippincott Company, Philadelphia 1940.
- Pantaloons. Adventures of a Baby Elephant. Random House, New York 1941.
- Four Years in Paradise. J.B. Lippincott Company, Philadelphia 1941.
- Snowball. Adventures of a Young Gorilla. Random House, New York 1942.
- Tarnish. Adventures of a Young Lion. Wilcox & Follett, Chicago 1944.
- Bride in the Solomons. The Riverside Press, Boston 1944.
- Last Adventure. The Martin Johnsons in Borneo. William Morrow and Company, New York 1966.

## Filme (Auswahl)
- Simba (1928)
- Across the World with Mr. and Mrs. Johnson (1930)
- Congorilla (1932)
- Baboona (1935)
- Borneo (1937)
- Stanley and Livingstone (alleinige Produktion von Osa Johnson) (1937)
- Jungles Calling (alleinige Produktion von Osa Johnson) (1937)
- I Married Adventure (alleinige Produktion von Osa Johnson) (1940)
- African Paradise (alleinige Produktion von Osa Johnson) (1941)
- Tulagi and the Solomons (alleinige Produktion von Osa Johnson) (1943)